# Al-Afdal Șahanșah
al-Afdal Șahanșah, cunoscut și ca al-Malik al-Afdal, iar sub numele complet ca Abu al-Kasim Șahanșah bin Badr al-Jamali (n. 1066, Acra, Districtul de Nord, Israel – d. 11 decembrie 1121, Cairo, Califatul Fatimid) a fost vizirul mai multor califi fatimizi, la sfârșitul secolului al XI-lea, începutul celui de-al XII-lea. 

## Ascensiune
Al-Afdal sa născut în Acra în familia mamelucului armean Badru al-Jamali, care se convertise la islam. Tatăl său fusese un vizir la Cairo din 1074 și până la moartea sa în 1094. După moartea sa, postul de vizir a revenit lui al-Afdal. După moartea califului Al-Mustansir Billah, Al-Afdal la numit drept noul calif pe al-Mustali fiul mai mic al răposatului, în detrimentul fiului mai mare, Nizar. Susținătorii lui Nizar s-au răsculat, însă au fost învinși în 1095 și au fugit spre est, unde au format comunitatea ismailită.
În acele timpuri, puterea fatimizilor în Palestina a fost redusă de către turcii selgiucizi. Pentru a contracara situația, în 1097 el a capturat Tirul de la selgiucizi, iar în 1098 a preluat Ierusalimul, expulzândul pe Ilghazi și stabilind un fatimid în locul lui. La acel moment, cea mai mare parte a Palestinei era controlată de fatimizi, cel puțin temporar.

## Prima cruciadă
Al-Afdal i-a înțeles greșit pe cruciați, confundând-ui cu mercenarii bizantini; această percepție greșită la determinat pe al-Afdal să concluzioneze că cruciații ar putea deveni aliați naturali împotriva selgiucizilor. Cu toate acestea, solicitările fatimizilor pentru a forma o alianță cu cruciații au fost respinse, iar cruciații au continuat drumul spre sud, de la Antiohia, capturând Ierusalimul fatimid în 1099.
Când devenise evident că cruciații nu vor opri până când nu vor deține controlul orașului, al-Afdal a ieșit din Cairo, însă prea târziu pentru a salva Ierusalimul, care a căzut la 15 iulie 1099. La 12 august, cruciații sub conducerea lui Godfrey de Bouillon l-a surprins pe al-Afdal în bătălia de la Ascalon, învingândui complet. Al-Afdal, ulterior a reținut controlul Ascalonului, în timp ce cruciații nu au încercat să-l recucerească și a folosit orașul ca punct de staționare pentru atacurile ulterioare asupra cruciaților.
Al-Afdal și-a continuat în fiecare an atacurile asupra nou-formatului Regat al Ierusalimului, iar în 1105 a încercat să se alăture Damascului împotriva lor, dar a fost înfrânt în bătălia de la Ramla. Al-Afdal și armata lui s-au bucurat de succes doar atâta timp cât nici o flotă europeană nu a intervenit, dar au pierdut treptat controlul asupra fortărețelor de coastă; în 1109 Tripoliul a fost pierdut, în ciuda flotei și proviziilor trimise de al-Afdal, iar orașul a devenit centrul unui important comitat cruciat. În 1110, guvernatorul de Ascalon, Șams al-Hilafa, sa răzvrătit împotriva lui Al-Afdal cu intenția de a preda orașul cruciaților (pentru un preț mare). Trupele berbere ale lui Al-Hilafa l-au asasinat și i-au trimis capul lui al-Afdal. Cruciații m-ai târziu au cucerit Tirul și orașul natal al lui al-Afdal, Acra, și au stăpânit Ierusalimul până la cuceririle lui Saladin decenii mai târziu.

## Ultimii ani
A fost ucis în timpul sărbătorii musulamane Eid al-Adha în 1121.